# Miss Meadows
Miss Meadows es una película de suspenso y comedia negra estadounidense de 2014 escrita y dirigida por Karen Leigh Hopkins y protagonizada por Katie Holmes, James Badge Dale, Callan Mulvey y Stephen Bishop. Fue estrenada el 14 de noviembre por Entertainment One Films.

## Argumento
La señorita Meadows (Katie Holmes) es una joven que trabaja como maestra sustituta de primer grado en una escuela primaria y acostumbra a dar largas caminatas en su vecindario suburbano, vistiendo ropa tradicional y zapatos de claqué. Sin que nadie lo sepa, Meadows es una vigilante secreta que asesina a los matones locales que la acosan o cometen crímenes mientras ella está presente. Siempre lleva una pequeña pistola semiautomática en su bolso y socializa de manera infantil e inocente. Vive sola en una casa pequeña y frecuentemente habla con su madre por teléfono sobre lo que hizo durante el día.
Un alguacil (James Badge Dale) conoce a Meadows tras hacerle una multa y desarrolla una atracción por la mujer debido a su ropa anticuada y su estilo de hablar. Cuando comienza a sospechar que la mujer de la que está enamorado puede ser la sospechosa que él y sus colegas están buscando, el sheriff se debate entre arrestarla o protegerla.
La señorita Meadows conoce a un ex convicto llamado Skylar (Callan Mulvey) que estuvo condenado por abusar sexualmente de niños pequeños, y comienza a temer por la seguridad de sus jóvenes estudiantes. Cuando la señorita Meadows se acerca y amenaza con matar a Skylar si continúa merodeando por la escuela o alrededor de sus hijos, él comienza a seguirla sin su consentimiento. 
Se revela que Miss Meadows estuvo imaginando las conversaciones con su madre todo el tiempo. Un flashback muestra que cuando Meadows era niña fue testigo del asesinato de su madre en un tiroteo frente a una iglesia local después de asistir a la boda de un amigo de la familia. El incidente fue tal que dejó a Meadows emocionalmente marcada, por lo que entró en un mundo de fantasía en el que imaginó que su madre aún estaba viva, luego comenzó a perseguir y matar a criminales a quienes consideraba una amenaza para la sociedad.
Los criminales que Meadows asesina incluyen a un camionero que intenta secuestrarla a punta de pistola, un joven que cometió un tiroteo masivo en un restaurante local y el sacerdote católico de la ciudad a quien encuentra abusando sexualmente de uno de sus estudiantes.
Miss Meadows se entera de que está embarazada después de un encuentro sexual con el sheriff y decide aceptar su propuesta de matrimonio. El día de la boda, Skylar secuestra a Heather (Ava Kolker), una de sus estudiantes, obligando a Meadows acudir a la casa del secuestrador y ausentándose en la boda para tratar de detenerlo, solo para terminar cautiva ella misma. Cuando logra liberar a Heather y lucha con Skylar por su arma, el sheriff, que pasa después de salir de la iglesia, ve a Heather huyendo de la casa de Skylar mientras grita pidiendo ayuda. Mientras tanto, Skylar saca el arma de Meadows de su bolso y le amenaza con dispararle. En ese momento, llega el sheriff y le dispara fatalmente a Skylar en la cabeza. Al ver que la pistola de la señorita Meadows todavía está en la mano de Skylar, nota que sus huellas están impregnadas en el objeto. Tras el altercado, deciden acudir a la boda.
Un año después, ambos están casados siendo padres, con el sheriff ahora dedicándose a tocar el acordeón. Meadows sale de la casa y hace un último pequeño baile de claqué en la acera.

## Reparto
- Katie Holmes como Miss Meadows
- Anna Moravcik como Miss Meadows de joven
- James Badge Dale como el Sheriff
- Callan Mulvey como Skylar
- Stephen Bishop como Danny
- Tyler Corbet como Gordon
- Gregory Allen Smith como Willie
- Saidah Arrika Ekulona como el doctor
- Milly Hopkins como Sarah
- James Landry Hébert como Derek Weaver
- Ava Kolker como Heather
- Charlotte Labadie como Violet
- Elle Labadie como Rose
- Kate Linder como Trudy Navis
- Mary Kay Place como la Señorita Davenport
- Jean Smart como la madre de Meadows
- Aubree Stone como Maggie
- Harry Zinn como el Ministro

## Producción
La fotografía principal comenzó el 6 de agosto de 2013 en Cleveland, Ohio.

## Lanzamiento
La película se estrenó en el Festival de Cine de Tribeca el 21 de abril de 2014, y lanzada el 14 de noviembre de 2014 por Entertainment One Films.

## Recepción
La mayor parte de las críticas fueron negativas. En el agregador de reseñas Rotten Tomatoes, Miss Meadows tiene un índice de aprobación del 25%, basada en 20 reseñas, con un promedio de 4.62/10. En Metacritic, se le asignó un 43 sobre 100, basada en 13 críticos, lo que indica "críticas mixtas o promedio".